# Цитрамон
«Цитрамон» (лат. Citramonum; Aspirin/paracetamol (acetaminophen)/caffeine) — комбінований лікарський засіб анальгезивної, жарознижувальної та протизапальної дій. Випускається у формі таблеток.
Популярний у країнах колишнього СРСР. Найчастіше застосовується як препарат від головного болю.[джерело?]

## Загальна інформація
Випуск препарату під торговою назвою «Цитрамон» розпочався в СРСР. Його склад кілька разів модифікувався. Історично «Цитрамон» містив три активні фармацевтичні інгредієнти: кислота ацетилсаліцилова, фенацетин та кофеїн. Але згодом фенацетин був вилучений із фармацевтичного обігу через небезпечні побічні ефекти, пов'язані з розвитком у пацієнтів нефропатії.
Лікарські речовини сучасного «Цитрамону» — кислота ацетилсаліцилова, парацетамол та кофеїн. У якості допоміжних речовин в таблетки додають какао-порошок, картопляний крохмаль та лимонну кислоту.

## Показання
Терапія слабкого або помірного больового синдрому при головному або зубному болю, первинній дисменореї, мігрені, артралгії, невралгії, захворюваннях, що супроводжуються гіпертермією різної етіології (як жарознижувальний засіб)
Лікарський засіб призначають дорослим по 1 таблетці 2–3 рази на добу після прийому їжі. Максимальна добова доза лікарського засобу становить 6 таблеток (за 3 прийоми). Таблетки «Цитрамон-Дарниця» не слід приймати більше 5 днів як знеболювальний засіб і більше 3 днів — як жарознижувальний засіб.
Не перевищувати рекомендовану дозу.
Не приймати разом з іншими лікарськими засобами, що містять парацетамол.

## Протипоказання
Підвищена чутливість до компонентів лікарського засобу, інших саліцилатів; тяжкі порушення функції печінки та/або нирок, вроджена гіпербілірубінемія, синдром Жильбера, дефіцит глюкозо-6-фосфат-дегідрогенази, алкоголізм, захворювання крові, гемофілія, геморагічний діатез, виражена анемія, лейкопенія, тромбоз, тромбофлебіт, геморагічні хвороби, гострі пептичні виразки, стан підвищеного збудження, порушення сну, тяжка артеріальна гіпертензія, органічні захворювання серцево-судинної системи (у тому числі атеросклероз), закритокутова глаукома, епілепсія, гіпертиреоз, декомпенсована серцева недостатність, порушення серцевої провідності, тяжкий атеросклероз, схильність до спазму судин, ішемічна хвороба серця, гострий панкреатит, гіпертрофія передміхурової залози, тяжкі форми цукрового діабету, бронхіальна астма, спричинена застосуванням саліцилатів, в анамнезі, літній вік. Не застосовувати разом з інгібіторами моноаміноксидази (МАО) і протягом 2 тижнів після відміни інгібіторів МАО; протипоказаний пацієнтам, які приймають трициклічні антидепресанти, β-блокатори; протипоказана комбінація з метотрексатом у дозі 15 мг/тиждень або більше (див. «Взаємодія з іншими лікарськими засобами та інші види взаємодій»).

## «Цитрамон» в Україні
В Україні основним виробником «Цитрамону» є ПАТ Фармацевтична компанія «Дарниця». У 2017 році лікарський засіб «Цитрамон-Дарниця» здобув відзнаку «Вибір року» у номінації «Препарат року від головного болю».

### Конфлікти
21 березня 2019 року Верховний суд задовольнив позов ПАТ Фармацевтична компанія «Дарниця» проти ТОВ Фармацевтична компанія «Здоров'я» й заборонив останній виробляти лікарський препарат «Цитрамон-Здоров'я». «Дарниця» вважала, що «Здоров'я» використовує її маркетингові зусилля для просування власного препарату. Зокрема, препарат компанії «Здоров'я» продавався в тих же місцях, де й аналогічний препарат «Дарниці», а зовнішній вигляд його пакування повторював біло-зелену кольорову гаму лікарського засобу «Цитрамон-Дарниця».

## Синоніми
Комбінація була представлена в 1964 під торговою назвою «Vanquish» компанією «Sterling Drug», яка після серії злиттів і поглинань стала підрозділом Bayer AG.
У США виходить під торговими назвами «Goody's Powder» і «Excedrin», хоч не всі продукти, що продаються під брендом «Excedrin», містять цю комбінацію. Він продається у Великій Британії під різними торговими марками, включаючи «Anadin Extra».
У Німеччині продається як «Dolomo», «Dolopyrin AL», «HA-Tabletten», «Melabon K», «Neuralgin», «Ratiopyrin», «Thomapyrin Classic», «Thomapyrin Intensiv»; в Австрії як «Thomapyrin» та «InfluASS»; в Ізраїлі як «Acamol Focus»; у Румунії як «Antinevralgic P» та «Antinevralgic Forte».